# Les Amants de la mer
Pour plus de détails, voir Fiche technique et Distribution.
Les Amants de la mer est un film franco-brésilien  réalisé en 1965 par Antoine d'Ormesson et sorti en 1966.

## Fiche technique
- Titre : Les Amants de la mer
- Titre original : Arrastão
- Réalisateur : Antoine d'Ormesson
- Scénario : Vinicius de Moraes, Antoine d'Ormesson et Lucile Terrin
- Photographie : François Charlet
- Son : Marcel Royné
- Montage : Alix Paturel
- Musique : Pierre Barouh et Ubirajara Quaranta Cabral
- Société de production : Sumer Films
- Tournage : Niterói - Rio de Janeiro - Sud-Est du Brésil, du 7 septembre au 26 novembre 1965
- Pays :  France -  Brésil
- Durée :  106 minutes
- Date de sortie : France - 29 novembre 1966[1]

## Distribution
- Duda Cavalcanti
- Pierre Barouh
- Cecil Thiré
- Jardel Filho
- Grande Otelo
- Yolanda Braga